# نینومیا، کاناگاوا
نینومیا، کاناگاوا (به لاتین: Ninomiya, Kanagawa) یک منطقهٔ مسکونی در ژاپن است که در Naka District واقع شده‌است. نینومیا ۹٫۰۸ کیلومترمربع مساحت و ۲۹٬۳۵۰ نفر جمعیت دارد.